# Fletamento
El transporte marítimo en régimen de fletamentos se basa en la contratación de buques entre cargadores que necesitan transportar grandes volúmenes de mercancía y navieros que disponen de buques apropiados para esa carga (tanto por sus características como por la situación geográfica del buque en la fecha del embarque).

## Definición
El fletamento es un contrato por el cual el armador se obliga, a cambio de una prestación, a cumplir con una nave determinada uno o más viajes preestablecidos, o los viajes que dentro del plazo convenido ordene el fletador, en las condiciones que el contrato o la costumbre establezcan.

## Tipos de fletamentos
Así, fletamento puede referirse a:
- Fletamento a casco desnudo: contrato de arrendamiento de un buque. El fletador dispone y es responsable del buque, de su navegación, administración y explotación durante un periodo determinado.
- Fletamento por tiempo: contrato de transporte de mercancías por vía marítima durante un cierto período. El fletador alquila el buque para su explotación y asume los costes derivados de esta. Sin embargo, la navegación y administración del buque permanecen bajo la autoridad del fletante.
- Fletamento por viaje: contrato de transporte de mercancías por vía marítima durante un viaje o más viajes consecutivos, entre unos puertos y unas fechas que quedan fijadas en el contrato.

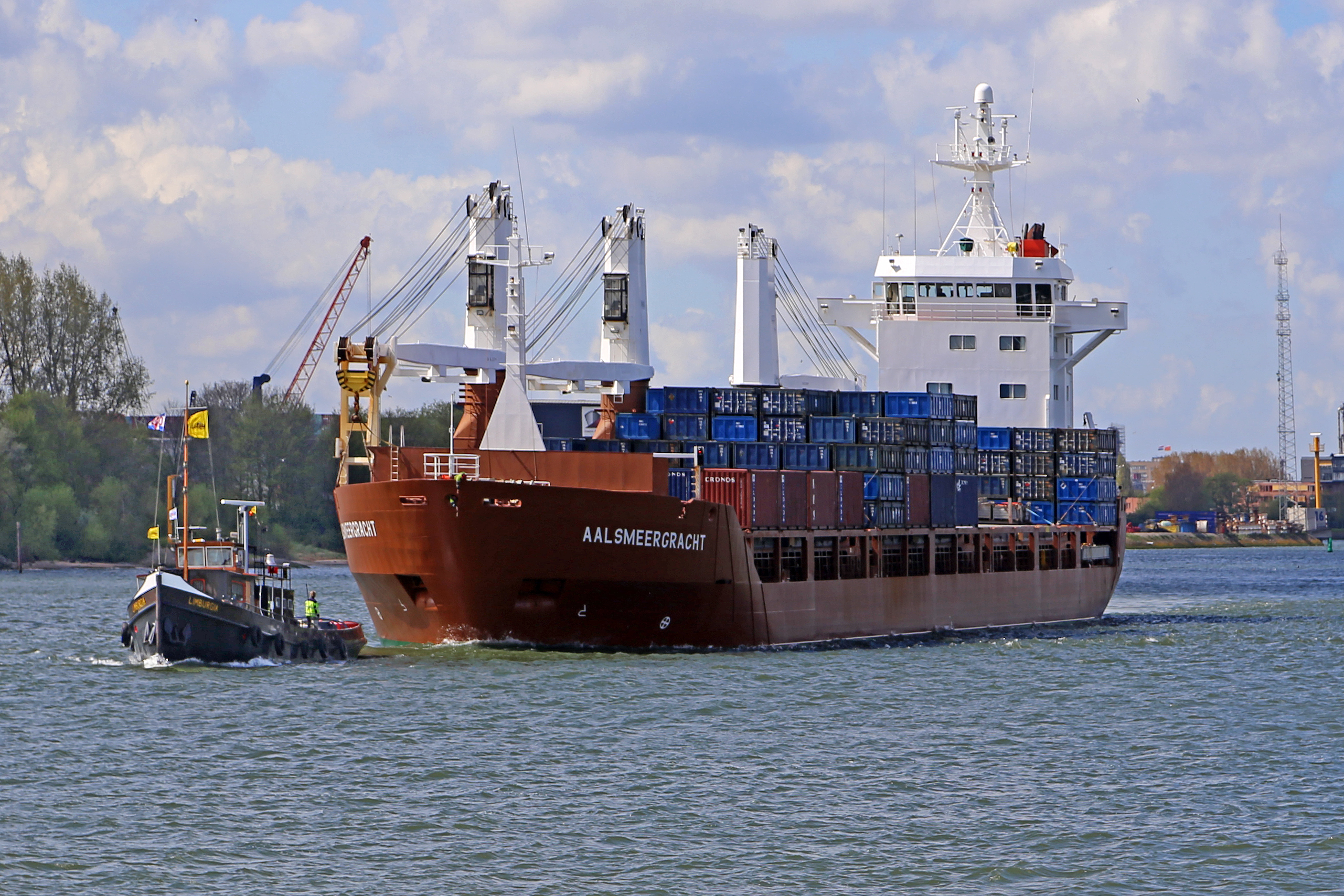
Buque de carga